# Двигатель Nissan YD
Nissan YD — серия рядных четырёхцилиндровых дизельных двигателей внутреннего сгорания объёмом 2,2—2,5 л (2184—2488 см3), выпускаемых компанией Nissan с 1998 года. Двигатели оснащены чугунным блоком цилиндров и алюминиевой головкой блока цилиндров. По своей архитектуре двигатель имеет сходство с QR.

## YD22

### YD22DD
YD22DD впервые был представлен в 1998 году. Он устанавливался на Nissan AD (Y11) и Nissan Expert (VEW11). Это атмосферный двигатель с роторным ТНВД и электронным впрыском VP44.

### YD22DDT
YD22DDT устанавливается на Nissan X-Trail и Nissan Almera (N16). Кроме электронного впрыска VP44, двигатель также оснащён турбонаддувом.

### YD22DDTi

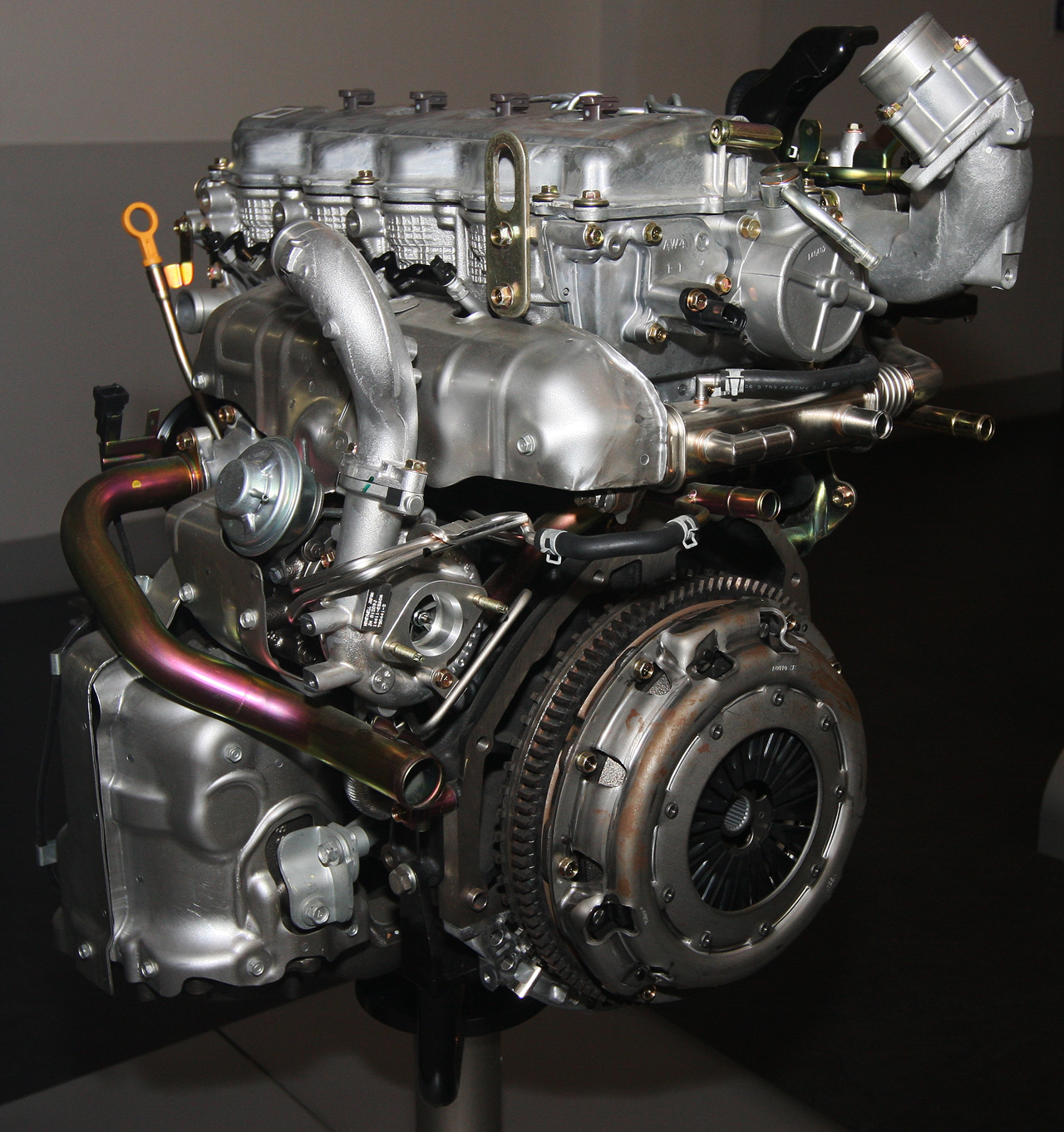
YD22DDTi

YD22DDTi впервые был представлен в 2001 году на Nissan Primera (P12), Nissan Almera (N16) и Nissan Almera Tino (V10). Также двигатель устанавливался на Nissan X-Trail. По сравнению с YD22DD и YD22DDT, двигатель оснащён также аккумуляторной топливной системой. Также существуют версии без интеркулера с низкой номинальной мощностью.

## YD25

### YD25DDTi

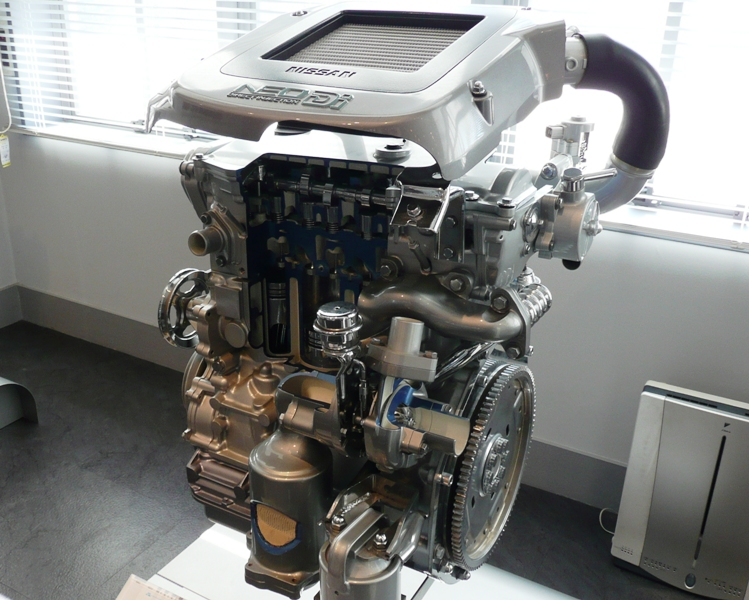
YD25DDTi

Двигатель YD25DDTi оснащён роторным ТНВД, турбонаддувом и интеркулером.

#### Устанавливается на
- 1998—2001 Nissan Presage
- 1998—2001 Nissan Bassara
- Nissan D22 (Navara/Kingcab/Frontier)
- Nissan D40 (Navara) (106 and 128 kW (144 and 174 PS))
- 2004 Nissan Frontier
- 2014—2021 Nissan Urvan E26

### YD25DDTi High Power

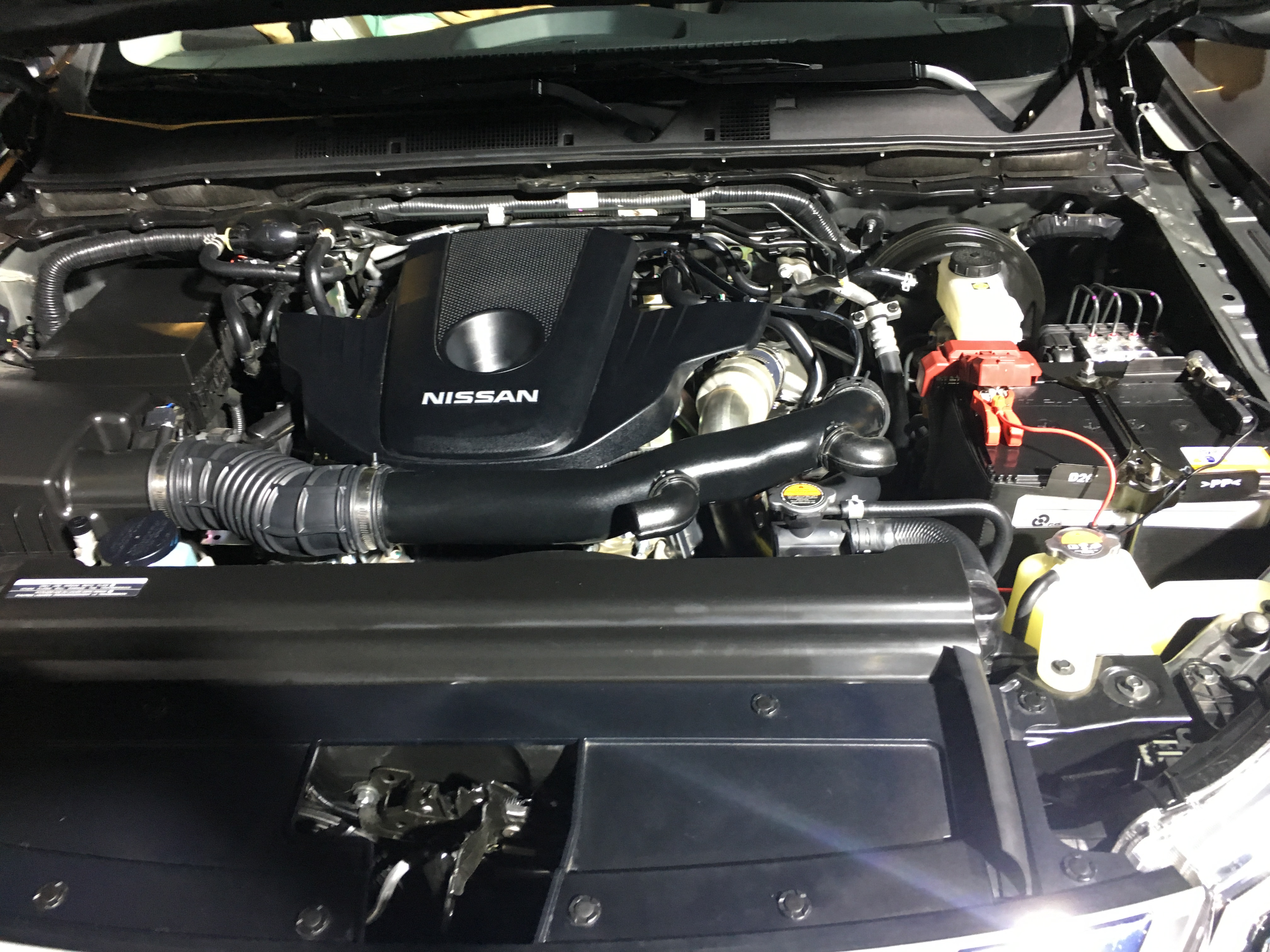
YD25DDTi High Power

YD25DDTi High Power был разработан в 2005 году и устанавливался на Nissan Navara (D40) и Nissan Pathfinder (R51). В 2010 году двигатель был модернизирован, а с 2011 года двигатель устанавливается на Nissan Murano.

#### Устанавливается на
- 2006—2014 Nissan Navara (D40)
- 2005—2012 Nissan Pathfinder (R51)
- 2011—2014 Nissan Murano
- 2014—2021 Nissan Urvan E26
- 2015 Nissan NP300 Navara (D23)
- 2018 Nissan Terra (D23)

## Технические характеристики
| Код                            | Транспортное средство                                          | Годы производства      | Объём            | Диаметр цилиндра x Ход поршня    | Степень сжатия | Мощность                                                               | Крутящий момент                                 | Примечания                                                                                       |
| ------------------------------ | -------------------------------------------------------------- | ---------------------- | ---------------- | -------------------------------- | -------------- | ---------------------------------------------------------------------- | ----------------------------------------------- | ------------------------------------------------------------------------------------------------ |
| YD22DD                         | Nissan AD Van (EY11) Nissan Expert (EW11)                      | 2000—2002 1999—2004    | 2,2 л (2184 см3) | 86 мм × 94 мм (3,39 ″ × 3,70 ″)  | 18.0:1         | 58 кВт (78 л. с.) при 4000 об/мин                                      | 157 Н⋅м при 2000 об/мин                         | прямой впрыск 16 клапанов, нет турбонаддува                                                      |
| YD22DDT                        | Nissan Almera (N16)                                            | 2000—2002              | 2,2 л (2184 см3) | 86 мм × 94 мм (3,39 ″ × 3,70 ″)  | 18.0:1         | 81 кВт (108 л. с.) при 4000 об/мин                                     | 237 Н⋅м при 2000 об/мин                         | прямой впрыск                                                                                    |
| YD22DTi                        | Nissan X-Trail (ET30)                                          | 2001—2003              | 2,2 л (2184 см3) | 86 мм × 94 мм (3,39 ″ × 3,70 ″)  | 18.0:1         | 84 кВт (112 л. с.) при 4000 об/мин                                     | 247 Н⋅м при 2000 об/мин                         | аккумуляторная топливная система, прямой впрыск, интеркулер                                      |
| YD22DDTi                       | Nissan X-Trail (ET30)                                          | 2003—2007              | 2,2 л (2184 см3) | 86 мм × 94 мм (3,39 ″ × 3,70 ″)  | 16.7:1         | 100 кВт (134 л. с.) при 4000 об/мин                                    | 304 Н⋅м при 2000 об/мин                         | аккумуляторная топливная система, турбонаддув с изменяемой геометрией, прямой впрыск, интеркулер |
| YD22DDTi                       | Nissan Almera (N16) Nissan Almera Tino (V16)                   | 2003—2005              | 2,2 л (2184 см3) | 86 мм × 94 мм (3,39 ″ × 3,70 ″)  | 16.7:1         | 82 кВт (110 л. с.) при 4000 об/мин 100 кВт (134 л. с.) при 4000 об/мин | 247 Н⋅м при 2000 об/мин 304 Н⋅м при 2000 об/мин | аккумуляторная топливная система, турбонаддув с изменяемой геометрией, прямой впрыск, интеркулер |
| YD22DDTi                       | Nissan Primera (P12) Nissan Almera (N16)                       | 2003—2005              | 2,2 л (2184 см3) | 86 мм × 94 мм (3,39 ″ × 3,70 ″)  | 16.7:1         | 102 кВт (137 л. с.) при 4000 об/мин                                    | 314 Н⋅м при 2000 об/мин                         | аккумуляторная топливная система, турбонаддув с изменяемой геометрией, прямой впрыск, интеркулер |
| YD25DDT                        | Nissan Navara/Frontier (D22)                                   | 2001 — настоящее время | 2,5 л (2488 см3) | 89 мм × 100 мм (3,50 ″ × 3,94 ″) | 18.0:1         | 80 кВт (108 л. с.) при 4000 об/мин                                     | 260 Н⋅м при 2000 об/мин                         | прямой впрыск, турбонаддув                                                                       |
| YD25DDTi                       | Nissan Navara/Frontier (D22)                                   | 2001 — настоящее время | 2,5 л (2488 см3) | 89 мм × 100 мм (3,50 ″ × 3,94 ″) | 18.0:1         | 98 кВт (131 л. с.) при 4000 об/мин                                     | 304 Н⋅м при 2000 об/мин                         | аккумуляторная топливная система, прямой впрыск, интеркулер                                      |
| YD25DDTi High Power            | Nissan Pathfinder (R51) Nissan Navara (D40)                    | 2005—2009              | 2,5 л (2488 см3) | 89 мм × 100 мм (3,50 ″ × 3,94 ″) | 16.5:1         | 128 кВт (172 л. с.) при 4000 об/мин                                    | 423 Н⋅м при 2000 об/мин                         | аккумуляторная топливная система, турбонаддув с изменяемой геометрией, прямой впрыск, интеркулер |
| YD25DDTi High Power            | Nissan Pathfinder (R51) Nissan Navara (D40) Nissan Terra (D23) | 2010 — настоящее время | 2,5 л (2488 см3) | 89 мм × 100 мм (3,50 ″ × 3,94 ″) | 15.0:1         | 140 кВт (187 л. с.) при 4000 об/мин                                    | 450 Н⋅м при 2000 об/мин                         | аккумуляторная топливная система, турбонаддув с изменяемой геометрией, прямой впрыск, интеркулер |
| YD25DDTi Mid Power Common rail | Nissan Navara (D40)                                            | 2005 — настоящее время | 2,5 л (2488 см3) | 89 мм × 100 мм (3,50 ″ × 3,94 ″) | 16.5:1         | 106 кВт (142 л. с.) при 4000 об/мин                                    | 356 Н⋅м при 2000 об/мин                         | аккумуляторная топливная система, турбонаддув с изменяемой геометрией, прямой впрыск, интеркулер |
| YD25DDTi NEO Di                | Nissan Presage/Bassara (U30)                                   | 1998—2001              | 2,5 л (2488 см3) | 89 мм × 100 мм (3,50 ″ × 3,94 ″) | 17.5:1         | 110 кВт (148 л. с.) при 4000 об/мин                                    | 279 Н⋅м при 1800 об/мин                         | аккумуляторная топливная система, турбонаддув с изменяемой геометрией, прямой впрыск, интеркулер |